# Coppa Italia 2016-2017 (turni eliminatori)
I turni eliminatori della Coppa Italia 2016-2017 sono iniziati il 29 luglio 2016 e sono terminati il 1º dicembre 2016. Partecipano a questa prima fase della competizione 70 club: 8 di essi si qualificano alla fase finale, composta da 16 squadre.

## Date
| Fase              | Turno    | Data                            |                                 |
| ----------------- | -------- | ------------------------------- | ------------------------------- |
| Turni eliminatori | 1º turno | 29-30-31 luglio 2016            | 29-30-31 luglio 2016            |
| Turni eliminatori | 2º turno | 5-6-7-8 agosto 2016             | 5-6-7-8 agosto 2016             |
| Turni eliminatori | 3º turno | 12-13-14-15 agosto 2016         | 12-13-14-15 agosto 2016         |
| Turni eliminatori | 4º turno | 29-30 novembre-1º dicembre 2016 | 29-30 novembre-1º dicembre 2016 |

## Squadre
| Legenda                                                                  | Legenda            | Legenda           | Legenda                         |
| ------------------------------------------------------------------------ | ------------------ | ----------------- | ------------------------------- |
| I club con numero di tabellone 1-8 sono già qualificati alla fase finale |                    |                   |                                 |
| I club vincitori del quarto turno avanzano alla fase finale              |                    |                   |                                 |
| I club sconfitti nel primo turno,                                        | nel secondo turno, | nel terzo turno e | nel quarto turno sono eliminati |

| Squadre    | Rank    |
| Serie A    | Serie A |
| ---------- | ------- |
| Napoli     | 1       |
| Roma       | 2       |
| Inter      | 3       |
| Juventus   | 4       |
| Milan      | 5       |
| Lazio      | 6       |
| Sassuolo   | 7       |
| Fiorentina | 8       |

| Squadre   | Rank    |
| Serie A   | Serie A |
| --------- | ------- |
| Chievo    | 9       |
| Empoli    | 10      |
| Genoa     | 11      |
| Torino    | 12      |
| Atalanta  | 13      |
| Bologna   | 14      |
| Sampdoria | 15      |
| Palermo   | 16      |
| Udinese   | 17      |
| Cagliari  | 18      |
| Crotone   | 19      |
| Pescara   | 20      |

| Squadre        | Rank    |
| Serie B        | Serie B |
| -------------- | ------- |
| Frosinone      | 21      |
| Verona         | 22      |
| SPAL           | 23      |
| Spezia         | 24      |
| Bari           | 25      |
| Avellino       | 26      |
| Trapani        | 27      |
| Cittadella     | 28      |
| Pro Vercelli   | 29      |
| Ascoli         | 30      |
| Vicenza        | 31      |
| Virtus Entella | 32      |
| Novara         | 33      |
| Latina         | 34      |
| Cesena         | 35      |
| Ternana        | 36      |
| Perugia        | 37      |
| Carpi          | 38      |
| Brescia        | 39      |
| Salernitana    | 40      |
| Benevento      | 41      |
| Pisa           | 42      |

| Squadre        | Rank     |
| Lega Pro       | Lega Pro |
| -------------- | -------- |
| Maceratese     | 43       |
| Alessandria    | 44       |
| Pordenone      | 45       |
| Carrarese      | 46       |
| Matera         | 47       |
| Livorno        | 48       |
| Ancona         | 49       |
| Casertana      | 50       |
| Lecce          | 51       |
| Reggiana       | 52       |
| Cremonese      | 53       |
| Padova         | 54       |
| Bassano Virtus | 55       |
| Cosenza        | 56       |
| Modena         | 57       |
| Siena          | 58       |
| Foggia         | 59       |
| Como           | 60       |
| Pontedera      | 62       |
| Messina        | 63       |
| Fidelis Andria | 66       |
| Feralpisalò    | 69       |
| Tuttocuoio     | 71       |
| Südtirol       | 72       |
| Juve Stabia    | 73       |
| Arezzo         | 75       |
| Teramo         | 77       |

| Squadre        | Rank    |
| Serie D        | Serie D |
| -------------- | ------- |
| Montecatini    | 61      |
| FC Francavilla | 64      |
| Frattese       | 65      |
| Seregno        | 67      |
| Fermana        | 68      |
| AltoVicentino  | 70      |
| Caronnese      | 74      |
| Grosseto       | 76      |
| Campodarsego   | 78      |

## Tabellone
|  | Primo turno | Primo turno          | Primo turno |  |  | Secondo turno | Secondo turno     | Secondo turno |  |    | Terzo turno | Terzo turno    | Terzo turno |  |    | Quarto turno | Quarto turno | Quarto turno |
|  |             |                      |             |  |  |               |                   |               |  |    |             |                |             |  |    |              |              |              |
|  | 56          | Cosenza              | 1           |  |  | 25            | Bari              | 1             |  |    | 16          | Palermo (dts)  | 1           |  |    |              |              |              |
|  | 65          | Frattese             | 0           |  |  | 56            | Cosenza           | 0             |  |    | 25          | Bari           | 0           |  |    | 16           | Palermo      | 0 (4)        |
|  | 57          | Modena               | 2           |  |  | 24            | Spezia            | 1             |  |    | 17          | Udinese        | 2           |  | 24 | Spezia (dcr) | 0 (5)        |              |
|  | 64          | FC Francavilla       | 0           |  |  | 57            | Modena            | 0             |  |    | 24          | Spezia         | 3           |  |    |              |              |              |
|  | 49          | Ancona               | 4           |  |  | 32            | Virtus Entella    | 2             |  |    | 9           | Chievo         | 3           |  |    |              |              |              |
|  | 72          | Südtirol             | 3           |  |  | 49            | Ancona            | 0             |  |    | 32          | Virtus Entella | 0           |  |    | 9            | Chievo       | 3            |
|  | 48          | Livorno              | 1           |  |  | 33            | Novara            | 2             |  |    |             |                |             |  | 33 | Novara       | 0            |              |
|  | 73          | Juve Stabia          | 3           |  |  | 73            | Juve Stabia       | 1             |  |    | 33          | Novara (dts)   | 1           |  |    |              |              |              |
|  | 47          | Matera               | 3           |  |  | 34            | Latina            | 1             |  | 34 | Latina      | 0              |             |  |    |              |              |              |
|  | 74          | Caronnese            | 0           |  |  | 47            | Matera            | 0             |  |    |             |                |             |  |    |              |              |              |
|  | 69          | Feralpisalò          | 2           |  |  | 29            | Pro Vercelli      | 3             |  |    | 12          | Torino         | 4           |  |    |              |              |              |
|  | 52          | Reggiana (dts)       | 3           |  |  | 52            | Reggiana          | 1             |  |    | 29          | Pro Vercelli   | 1           |  |    | 12           | Torino (dts) | 4            |
|  |             |                      |             |  |  | 41            | Benevento         | 0 (2)         |  |    |             |                |             |  | 42 | Pisa         | 0            |              |
|  |             |                      |             |  |  | 40            | Salernitana (dcr) | 0 (4)         |  |    | 40          | Salernitana    | 1 (3)       |  |    |              |              |              |
|  |             |                      |             |  |  | 39            | Brescia           | 0             |  | 42 | Pisa (dcr)  | 1 (4)          |             |  |    |              |              |              |
|  |             |                      |             |  |  | 42            | Pisa              | 2             |  |    |             |                |             |  |    |              |              |              |
|  | 53          | Cremonese            | 4           |  |  | 28            | Cittadella        | 1             |  |    | 13          | Atalanta       | 3           |  |    |              |              |              |
|  | 68          | Fermana              | 3           |  |  | 53            | Cremonese (dts)   | 2             |  |    | 53          | Cremonese      | 0           |  |    | 13           | Atalanta     | 3            |
|  | 60          | Como                 | 3           |  |  | 21            | Frosinone         | 3             |  |    | 20          | Pescara        | 2           |  | 20 | Pescara      | 0            |              |
|  | 61          | Montecatini          | 0           |  |  | 60            | Como              | 0             |  |    | 21          | Frosinone      | 0           |  |    |              |              |              |
|  | 54          | Padova               | 0 (3)       |  |  | 27            | Trapani           | 3             |  |    | 14          | Bologna        | 2           |  |    |              |              |              |
|  | 67          | Seregno (dcr)        | 0 (4)       |  |  | 67            | Seregno           | 0             |  |    | 27          | Trapani        | 0           |  |    | 14           | Bologna      | 4            |
|  | 59          | Foggia               | 3           |  |  | 22            | Verona            | 2             |  |    | 22          | Verona         | 2           |  | 22 | Verona       | 0            |              |
|  | 62          | Pontedera            | 1           |  |  | 59            | Foggia            | 1             |  |    | 19          | Crotone        | 1           |  |    |              |              |              |
|  | 51          | Lecce                | 2           |  |  | 30            | Ascoli            | 2 (6)         |  |    | 11          | Genoa          | 3           |  |    |              |              |              |
|  | 70          | AltoVicentino        | 1           |  |  | 51            | Lecce (dcr)       | 2 (7)         |  |    | 51          | Lecce          | 2           |  |    | 11           | Genoa (dts)  | 4            |
|  | 44          | Alessandria          | 2           |  |  | 37            | Perugia           | 1             |  |    |             |                |             |  | 37 | Perugia      | 3            |              |
|  | 77          | Teramo               | 1           |  |  | 44            | Alessandria       | 0             |  |    | 37          | Perugia        | 2           |  |    |              |              |              |
|  | 78          | Campodarsego         | 3 (3)       |  |  | 38            | Carpi             | 3             |  | 38 | Carpi       | 1              |             |  |    |              |              |              |
|  | 43          | Maceratese (dcr)     | 3 (4)       |  |  | 43            | Maceratese        | 2             |  |    |             |                |             |  |    |              |              |              |
|  | 50          | Casertana (dts)      | 3           |  |  | 31            | Vicenza           | 4             |  |    | 10          | Empoli         | 2           |  |    |              |              |              |
|  | 71          | Tuttocuoio           | 2           |  |  | 50            | Casertana         | 2             |  |    | 31          | Vicenza        | 0           |  |    | 10           | Empoli       | 1            |
|  | 46          | Carrarese            | 1           |  |  | 35            | Cesena            | 2             |  |    |             |                |             |  | 35 | Cesena (dts) | 2            |              |
|  | 75          | Arezzo (dts)         | 2           |  |  | 75            | Arezzo            | 0             |  |    | 35          | Cesena         | 2           |  |    |              |              |              |
|  | 45          | Pordenone            | 5           |  |  | 36            | Ternana (dts)     | 2             |  | 36 | Ternana     | 0              |             |  |    |              |              |              |
|  | 76          | Grosseto             | 2           |  |  | 45            | Pordenone         | 0             |  |    |             |                |             |  |    |              |              |              |
|  | 55          | Bassano Virtus (dcr) | 1 (5)       |  |  | 55            | Bassano Virtus    | 2             |  |    | 15          | Sampdoria      | 3           |  |    |              |              |              |
|  | 66          | Fidelis Andria       | 1 (3)       |  |  | 26            | Avellino          | 0             |  |    | 55          | Bassano Virtus | 0           |  |    | 15           | Sampdoria    | 3            |
|  | 58          | Siena                | 0           |  |  | 23            | SPAL              | 2             |  |    | 18          | Cagliari       | 5           |  | 18 | Cagliari     | 0            |              |
|  | 63          | Messina              | 3           |  |  | 63            | Messina           | 0             |  |    | 23          | SPAL           | 1           |  |    |              |              |              |

## Primo turno

### Risultati
| Arbitro: | Piscopo (Imperia) |

|                    |           |                               |
| Cellini 26’ (rig.) | Marcatori | 20’ Liotti 22’, 56’ Del Sante |

| Arbitro: | Mantelli (Brescia) |

|                                     |                      |                                          |
| Lauria 4’ Meloni 85’, 109’          | Marcatori            | 15’ Colombi 73’, 104’ Turchetta          |
| Meloni Beccaro Aliù Pignat Radrezza | Tiri di rigore 3 – 4 | Turchetta Quadri Kouko Gattari Malaccari |

| Arbitro: | Strippoli (Bari) |

|                       |           |                |
| Vutov 12’ Mancosu 82’ | Marcatori | 89’ Trinchieri |

| Arbitro: | Fiorini (Frosinone) |

|                                               |           |                          |
| Giorno 90+2’ (rig.) De Marco 106’ Kušeta 113’ | Marcatori | 28’ Pellini 94’ Tempesti |

| Arbitro: | Perotti (Legnano) |

|                          |           |             |
| Iocolano 39’ Bocalon 60’ | Marcatori | 41’ Carraro |

| Arbitro: | Guccini (Albano Laziale) |

|                                                  |           |  |
| Di Quinzio 36’ Chinellato 74’ Le Noci 76’ (rig.) | Marcatori |  |

| Arbitro: | Bertani (Pisa) |

|            |           |               |
| Tutino 88’ | Marcatori | 5’, 97’ Sirri |

| Arbitro: | Amabile (Vicenza) |

|                                  |           |                                         |
| Bracaletti 38’ (rig.) Romero 89’ | Marcatori | 36’ (rig.) Marchi 77’ Nolé 100’ Guidone |

| Arbitro: | Mancini (Fermo) |

|                         |           |  |
| Tulissi 26’ Diakité 49’ | Marcatori |  |

| Arbitro: | Pietropaolo (Modena) |

|                                         |                      |                                   |
| Ilari Mandorlini Madonna Filipe Emerson | Tiri di rigore 3 – 4 | Székely Valente Cusaro Lillo Jeda |

| Arbitro: | Paterna (Teramo) |

|                                           |           |                                    |
| Cognigni 21’ (rig.), 58’, 83’ Forgács 65’ | Marcatori | 45+1’ Bassoli 48’ Gliozzi 68’ Fink |

| Arbitro: | Zingarelli (Siena) |

|                                         |                      |                                  |
| Maistrrello 70’                         | Marcatori            | 25’ Piccinni                     |
| Cavagna Rantier Laurenti Fabbro Candido | Tiri di rigore 5 – 3 | Matera Tartaglia Cianci Piccinni |

| Arbitro: | Mastrodonato (Molfetta) |

|              |           |  |
| Cavallaro 8’ | Marcatori |  |

| Arbitro: | Prontera (Bologna) |

|                                             |           |                                   |
| Porcari 23’, 76’ Scappini 39’ Brighenti 83’ | Marcatori | 2’ Urbinati 57’ Molinari 72’ Forò |

| Arbitro: | Panarese (Lecce) |

|                           |           |             |
| Chiricò 3’ Viola 83’, 88’ | Marcatori | 38’ Santini |

| Arbitro: | Valiante (Salerno) |

|                       |           |          |
| Papini 88’ Casoli 90’ | Marcatori | 56’ Mair |

| Arbitro: | Zanonato (Vicenza) |

|                                                              |           |                            |
| Berrettoni 9’, 26’ Arma 15’, 38’ (rig.) Stefani 90+1’ (rig.) | Marcatori | 50’, 55’ (rig.) Falconieri |

| Arbitro: | Paolini (Ascoli Piceno) |

|  |           |                               |
|  | Marcatori | 11’ Pozzebon 28’, 56’ Ciccone |

### Tabella riassuntiva
| Squadra 1      | Risultato       | Squadra 2      |
| -------------- | --------------- | -------------- |
| Cosenza        | 1 - 0           | Frattese       |
| Modena         | 2 - 0           | FC Francavilla |
| Ancona         | 4 - 3           | Südtirol       |
| Livorno        | 1 - 3           | Juve Stabia    |
| Matera         | 3 - 0 (tav.)    | Caronnese      |
| Feralpisalò    | 2 - 3 (dts)     | Reggiana       |
| Cremonese      | 4 - 3           | Fermana        |
| Como           | 3 - 0           | Montecatini    |
| Padova         | 0 - 0 (3-4 dcr) | Seregno        |
| Foggia         | 3 - 1           | Pontedera      |
| Lecce          | 2 - 1           | AltoVicentino  |
| Alessandria    | 2 - 1           | Teramo         |
| Campodarsego   | 3 - 3 (3-4 dcr) | Maceratese     |
| Casertana      | 3 - 2 (dts)     | Tuttocuoio     |
| Carrarese      | 1 - 2 (dts)     | Arezzo         |
| Pordenone      | 5 - 2           | Grosseto       |
| Bassano Virtus | 1 - 1 (5-3 dcr) | Fidelis Andria |
| Siena          | 0 - 3           | Messina        |

Note
1. 1 2  Inversione di campo rispetto all'esito del sorteggio.

## Secondo turno

### Risultati
| Arbitro: | Aureliano (Bologna) |

|                    |           |             |
| Luppi 39’ Ganz 78’ | Marcatori | 19’ Letizia |

| Arbitro: | Piccinini (Forlì) |

|                                                |           |                                  |
| Catellani 11’ (rig.), 47’ Marchetti 37’ (aut.) | Marcatori | 88’ Palmieri 90+5’ (rig.) Quadri |

| Arbitro: | Manganiello (Pinerolo) |

|              |           |  |
| Iemmello 58’ | Marcatori |  |

| Arbitro: | Illuzzi (Molfetta) |

|                         |           |  |
| Antenucci 21’ Cerri 63’ | Marcatori |  |

| Arbitro: | Mainardi (Bergamo) |

|                                                              |           |                                 |
| Raičević 17’ Di Piazza 33’ Lorenzini 38’ (aut.) Galano 90+4’ | Marcatori | 54’ (rig.) Giorno 68’ Lorenzini |

| Arbitro: | Ros (Pordenone) |

|                             |           |  |
| Maistrrello 22’ Rantier 54’ | Marcatori |  |

| Arbitro: | Marini (Roma 1) |

|          |           |                               |
| Lora 15’ | Marcatori | 90+1’ Scappini 106’ Brighenti |

| Arbitro: | Di Martino (Teramo) |

|                |           |  |
| Monachello 49’ | Marcatori |  |

| Arbitro: | Di Paolo (Avezzano) |

|                                  |                      |                             |
| Mazzeo Lucioni Ceravolo De Falco | Tiri di rigore 2 – 4 | Vitale Coda Zito Donnarumma |

| Arbitro: | Serra (Torino) |

|  |           |                       |
|  | Marcatori | 18’ Mannini 65’ Verna |

| Arbitro: | Marinelli (Tivoli) |

|                                           |           |  |
| Paganini 14’ Frara 56’ Ciofani 78’ (rig.) | Marcatori |  |

| Arbitro: | Rapuano (Rimini) |

|                           |           |               |
| Corazza 49’ Gălăbinov 60’ | Marcatori | 11’ Del Sante |

| Arbitro: | Sacchi (Macerata) |

|            |           |  |
| Brighi 44’ | Marcatori |  |

| Arbitro: | Ghersini (Genova) |

|                                          |           |          |
| Ardizzone 56’ Morra 85’ Mustacchio 90+2’ | Marcatori | 24’ Nolé |

| Arbitro: | Martinelli (Roma 2) |

|                             |           |  |
| Palombi 104’ La Gumina 119’ | Marcatori |  |

| Arbitro: | Saia (Palermo) |

|                               |           |  |
| De Cenco 2’, 34’ Coronado 71’ | Marcatori |  |

| Arbitro: | Pinzani (Empoli) |

|                              |           |  |
| Troiano 25’ (rig.) Gerli 87’ | Marcatori |  |

| Arbitro: | Chiffi (Padova) |

|                           |           |  |
| Schiavone 54’ Ciano 90+6’ | Marcatori |  |

| Arbitro: | Baroni (Firenze) |

|            |           |  |
| Paponi 18’ | Marcatori |  |

| Arbitro: | Nasca (Bari) |

|                                                                 |                      |                                                                      |
| Gatto 73’ Mengoni 90+2’                                         | Marcatori            | 37’ Lepore 56’ Caturano                                              |
| Pecorini Jaadi Lazzari Orsolini Gatto Augustyn Hallberg Mengoni | Tiri di rigore 6 – 7 | Vitofrancesco Vutov Giosa Fiordilino Lepore Arrigoni Cosenza Ciancio |

### Tabella riassuntiva
| Squadra 1      | Risultato       | Squadra 2   |
| -------------- | --------------- | ----------- |
| Bari           | 1 - 0           | Cosenza     |
| Spezia         | 1 - 0           | Modena      |
| Virtus Entella | 2 - 0           | Ancona      |
| Novara         | 2 - 1           | Juve Stabia |
| Latina         | 1 - 0           | Matera      |
| Pro Vercelli   | 3 - 1           | Reggiana    |
| Brescia        | 0 - 2           | Pisa        |
| Benevento      | 0 - 0 (2-4 dcr) | Salernitana |
| Cittadella     | 1 - 2 (dts)     | Cremonese   |
| Frosinone      | 3 - 0           | Como        |
| Trapani        | 3 - 0           | Seregno     |
| Verona         | 2 - 1           | Foggia      |
| Ascoli         | 2 - 2 (6-7 dcr) | Lecce       |
| Perugia        | 1 - 0           | Alessandria |
| Carpi          | 3 - 2           | Maceratese  |
| L.R. Vicenza   | 4 - 2           | Casertana   |
| Cesena         | 2 - 0           | Arezzo      |
| Ternana        | 2 - 0 (dts)     | Pordenone   |
| Bassano Virtus | 2 - 0           | Avellino    |
| SPAL           | 2 - 0           | Messina     |

Note
1. 1 2  Inversione di campo rispetto all'esito del sorteggio.

## Terzo turno

### Risultati
| Arbitro: | Gavillucci (Latina) |

|                                     |           |                          |
| Veloso 47’ Pandev 71’ Pavoletti 80’ | Marcatori | 60’ Lepore 62’ Torromino |

| Arbitro: | Di Bello (Brindisi) |

|                       |           |  |
| Krejčí 42’ Taïder 47’ | Marcatori |  |

| Arbitro: | Doveri (Roma 1) |

|              |           |  |
| Čočev 120+2’ | Marcatori |  |

| Arbitro: | Abisso (Palermo) |

|                        |           |                                    |
| de Paul 35’ Zapata 89’ | Marcatori | 37’ Valentini 40’ Okereke 59’ Nenê |

| Arbitro: | Massa (Imperia) |

|             |           |  |
| Troest 105’ | Marcatori |  |

| Arbitro: | Mariani (Aprilia) |

|                  |           |          |
| Bianchi 76’, 79’ | Marcatori | 65’ Comi |

| Arbitro: | Damato (Barletta) |

|                |           |  |
| Verre 19’, 51’ | Marcatori |  |

| Arbitro: | Celi (Bari) |

|                                           |           |               |
| Ljajić 7’ Martínez 25’ Peres 50’ Boyé 87’ | Marcatori | 56’ La Mantia |

| Arbitro: | Pairetto (Nichelino) |

|                                       |           |  |
| Tolói 11’ Polak 31’ (aut.) Kessié 75’ | Marcatori |  |

| Arbitro: | Calvarese (Teramo) |

|                          |           |  |
| Balzano 41’ Cascione 45’ | Marcatori |  |

| Arbitro: | Maresca (Napoli) |

|                                          |           |  |
| Meggiorini 36’ Castro 64’ Pellissier 82’ | Marcatori |  |

| Arbitro: | Irrati (Pistoia) |

|                          |           |  |
| Maccarone 4’ (rig.), 16’ | Marcatori |  |

| Arbitro: | Valeri (Roma 2) |

|                                        |                      |                                            |
| Donnarumma 1’                          | Marcatori            | 90+3’ Montella                             |
| Vitale Caccavallo Zito Donnarumma Coda | Tiri di rigore 3 – 4 | Mannini Lupoli Peralta Di Tacchio Montella |

| Arbitro: | Russo (Nola) |

|                          |           |          |
| Fossati 11’ Zuculini 78’ | Marcatori | 62’ Simy |

| Arbitro: | Fabbri (Ravenna) |

|                             |           |  |
| Muriel 22’, 63’ Budimir 68’ | Marcatori |  |

| Arbitro: | Ghersini (Genova) |

|                                      |           |               |
| Borriello 24’, 44’, 65’, 83’ Sau 40’ | Marcatori | 85’ Antenucci |

### Tabella riassuntiva
| Squadra 1   | Risultato       | Squadra 2      |
| ----------- | --------------- | -------------- |
| Palermo     | 1 - 0 (dts)     | Bari           |
| Udinese     | 2 - 3           | Spezia         |
| Chievo      | 3 - 0           | Virtus Entella |
| Novara      | 1 - 0 (dts)     | Latina         |
| Torino      | 4 - 1           | Pro Vercelli   |
| Salernitana | 1 - 1 (3-4 dcr) | Pisa           |
| Atalanta    | 3 - 0           | Cremonese      |
| Pescara     | 2 - 0           | Frosinone      |
| Bologna     | 2 - 0           | Trapani        |
| Verona      | 2 - 1           | Crotone        |
| Genoa       | 3 - 2           | Lecce          |
| Perugia     | 2 - 1           | Carpi          |
| Empoli      | 2 - 0           | L.R. Vicenza   |
| Cesena      | 2 - 0           | Ternana        |
| Sampdoria   | 3 - 0           | Bassano Virtus |
| Cagliari    | 5 - 1           | SPAL           |

Note
1. 1 2  Inversione di campo rispetto all'esito del sorteggio.

## Quarto turno

### Risultati
| Arbitro: | Nasca (Bari) |

|               |           |                           |
| Gilardino 79’ | Marcatori | 67’ Panico 102’ Rodríguez |

| Arbitro: | Pinzani (Empoli) |

|                                   |           |  |
| Inglese 27’, 30’ (rig.) Cesar 49’ | Marcatori |  |

| Arbitro: | Giacomelli (Trieste) |

|                                                   |           |  |
| Ljajić 93’ Maxi López 111’ Boyé 113’ Belotti 117’ | Marcatori |  |

| Arbitro: | Aureliano (Bologna) |

|                                                      |                      |                                                 |
| Diamanti Hiljemark Aleesami Quaison Balogh Goldaniga | Tiri di rigore 4 – 5 | Sciaudone Okereke Piu Galli Chichizola Migliore |

| Arbitro: | La Penna (Roma 1) |

|                                    |           |  |
| Raimondi 7’ Grassi 29’ Pešić 90+3’ | Marcatori |  |

| Arbitro: | Fabbri (Ravenna) |

|                             |           |  |
| Álvarez 13’ Schick 71’, 90’ | Marcatori |  |

| Arbitro: | Maresca (Napoli) |

|                                           |           |                                       |
| Simeone 3’ Pandev 37’, 100’ Ninković 116’ | Marcatori | 53’ Bianchi 63’ Drolé 120+1’ Di Nolfo |

| Arbitro: | Pairetto (Nichelino) |

|                                                |           |  |
| Di Francesco 31’ Mounier 39’, 86’ Krafth 90+1’ | Marcatori |  |

### Tabella riassuntiva
| Squadra 1 | Risultato       | Squadra 2 |
| --------- | --------------- | --------- |
| Palermo   | 0 - 0 (4-5 dcr) | Spezia    |
| Chievo    | 3 - 0           | Novara    |
| Torino    | 4 - 0 (dts)     | Pisa      |
| Atalanta  | 3 - 0           | Pescara   |
| Bologna   | 4 - 0           | Verona    |
| Genoa     | 4 - 3 (dts)     | Perugia   |
| Empoli    | 1 - 2 (dts)     | Cesena    |
| Sampdoria | 3 - 0           | Cagliari  |